# Ruisseau Courbé
Ruisseau Courbé är ett vattendrag i Kanada.   Det ligger i provinsen Québec, i den sydöstra delen av landet, 250 km nordost om huvudstaden Ottawa.
I omgivningarna runt Ruisseau Courbé växer i huvudsak blandskog. Trakten runt Ruisseau Courbé är nära nog obefolkad, med mindre än två invånare per kvadratkilometer.